# Leonidas Burgos
Leonidas Adolfo Burgos Ruiz (Valdivia, Chile) es un exfutbolista chileno. Jugaba de delantero y actuó en diversos equipos de Chile. Su trayectoria muestra con claridad su paso por O'Higgins de Rancagua donde jugó durante ocho temporadas y se convirtió en el quinto goleador histórico del club con 75 conquistas.

## Clubes
| Club                | País  | Año       |
| ------------------- | ----- | --------- |
| Green Cross-Temuco  | Chile | 1973-1976 |
| Deportes Concepción | Chile | 1977-1979 |
| O'Higgins           | Chile | 1980-1987 |
| Provincial Osorno   | Chile | 1988      |